# Eurasier (hundras)
Eurasier är en hundras av spetstyp som härstammar från Tyskland. Namnet kommer från att rasen är avlad med hundar som har ursprung från Europa och Asien. 

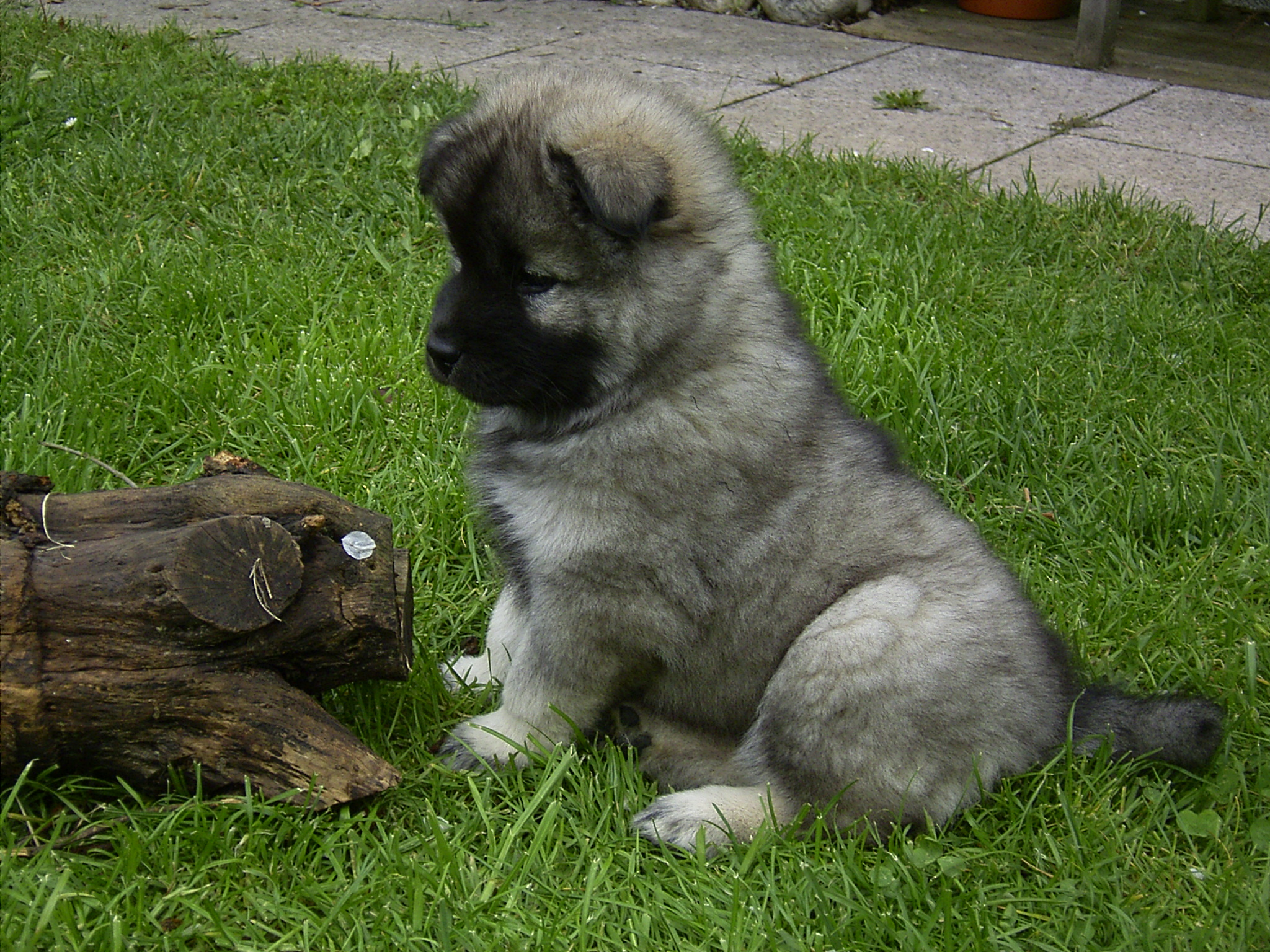
Eurasier-valp med varggrå päls.

## Historia
Eurasier är en ung hundras. Det hela började 1960 i Tyskland med att en liten grupp, ledd av Julius Wipfel korsade tikar av rasen keeshond (tysk spets/wolfspitz) med hanar av chow chow. Resultatet blev en s.k. Wolf-Chow. Inspirationen kom från Konrad Lorenz' bok Människan och hunden där författaren talar sig varm för hur väl chow chowens positiva egenskaper slår igenom vid korsning med schäfer. För att få en elegantare hund korsade man wolf-chow-hundarna 1972 med samojedhund, vilket gav den slutgiltiga eurasiern. Rasen godkändes 1973 av den tyska kennelklubben Verband für das Deutsche Hundewesen och Fédération Cynologique Internationale (FCI). Den nuvarande rasstandarden är från 1974. Till Sverige kom rasen först 1994, och är fortfarande ganska ovanlig. Det finns cirka 18 uppfödare och cirka 500 hundar. En ökning av antalet registreringar har dock börjat märkas, speciellt sedan år 2001 och framåt.

## Egenskaper
Julius Wipfel ville skapa en tystlåten, familjetrogen sällskapshund utan jaktinstinkt. Eurasiern är en självsäker och lugn hund som är uppmärksam och har god anpassningsförmåga och hög retningströskel. De kan vara försiktiga mot människor som de inte känner till en början men värmer sedan upp efter ett tag.

## Utseende
Eurasiern finns i nästan alla färgvariationer, men leverbrun, vit eller vitfläckig är inte godkända färger. Andra diskvalificerande fel är om hunden har asymmetriska tecken. Tungan kan vara rosa, blå eller blåfläckig. En hanhund blir cirka 52–60 cm hög, och väger cirka 23–32 kg. För en tik är siffrorna 48–56 cm respektive 18–26 kg.